# 막스 프리슈
막스 프리슈(Max Rudolf Frisch, 1911년 5월 15일 ~ 1991년 4월 4일)는 스위스의 극작가 및 건축가다.
2차대전 후 브레히트의 영향을 받아 스위스 사람으로서 전쟁문제를 추구한 <전쟁이 끝났을 때> <또다시 노래하네> 등을 썼다. 또한 건축가로서의 그가 기술시대인 현대와의 대결을 통해서 자기의 위치를 철저하게 찾아보려는 자세와 평행된, <중국의 장성(長成)> <돈 환> <에델란트 백작> 등의 작품을 볼 수 있다. <비더만과 방화범> <안도라>에서는 개인의 전쟁과 유태인 박해의 책임을 추궁했다. 최근에는 극장의 직접적인 정치적 유효성에 관한 회의를 보이고, 근작 <연희(演戱)>에서는 소설 분야에서 그가 시도하고 있는 일기체 혹은 자전(自傳)에 가탁(假託)한 강한 자기 추구의 방향을 보이고 있다.

## 생애
막스 프리슈는 취리히 부근 빌더무트(Wildermuth)에서 1911년 5월 15일 건축가인 아버지 프란츠 브루노 프리슈와 어머니 카롤린의 막내아들로 태어났다. 할아버지는 오스트리아 사람이었고, 고조할머니가 독일인이었다. 1930년 겨울 학기에 취리히대학 독문학과에 입학했으며, 부전공으로 문화사와 로만어를 전공했다. 그러나 공부에 별 흥미를 느끼지 못해 1933년 자퇴했다. 1932년 아버지가 죽었기 때문에 그는 돈을 벌어야만 했고, 1931년부터 꿈꾸던 언론인에 대한 열망이 더 강해져 그는 1934년까지 프라하, 부다페스트, 이스탄불과 그리스를 여행하면서, 스위스와 독일에서 발행하는 여러 신문과 잡지에 여행기, 문학비평, 수필을 발표했다. 1942년 그는 콘스탄즈 마이엔부르크와 결혼했으며, 만족할 만한 시민으로서 생활을 유지했다. 그러나 1954년부터 아내와 별거했으며, 1959년에는 이혼했다. 그는 시민으로서 생활에 만족했던 시기를 1964년 소설 ≪내 이름은 간덴바인≫에 담았다. 1951년에서 1952년까지 막스 프리슈는 미국 록펠러재단 초청으로 미국과 멕시코에서 살면서 1950년대 미국의 인종차별주의와 냉전을 경험했다. 또한 미국의 대표적인 현대판 마녀 사냥이었던 ‘매카시(McCarthy)’ 시대를 겪었다. 그는 1954년 이전까지 시민적인 생활과 작가로서 일을 병행했으나, 아내와 이혼한 것을 계기로 전업 작가의 길에 들어섰다. 1991년 79세 나이로 사망했다.